# Сильвестре, Матиас
Мати́ас Агусти́н Сильве́стре (исп. Matías Agustín Silvestre; 25 сентября 1984, Мерседес, провинция Буэнос-Айрес, Аргентина) — аргентинский футболист, защитник.

## Карьера

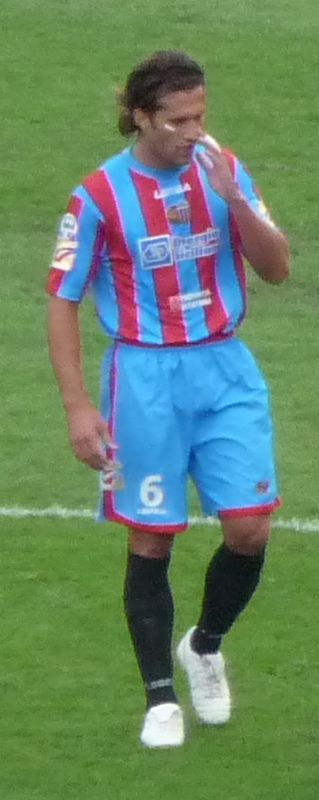
Сильвестре в составе «Катании»

Матиас Сильвестре воспитанник клубов «Мерседес» и «Бока Хуниорс». 23 марта 2003 года он дебютировал в основном составе команды в матче чемпионата Аргентины с «Ланусом», в котором «Бока» победила 3:1. В первые три сезона футболист не очень часто выходил на поле, проведя 22 игры. Начиная с сезона 2006 года Сильвестре стал игроком основы команды. Всего за клуб футболист провёл 63 игры и забил 6 голов. Он выиграл с «Бокой» три чемпионата Аргентины, два Южноамериканских кубка, два Суперкубка Южной Америки и Кубок Либертадорес в 2007 году, где провёл на турнире 8 игр. После победы в Кубке Либертадорес к нему стали проявлять интерес клубы Европы, в частности «Севилья» и «Лацио».
28 января 2008 года Сильвестре перешёл в итальянский клуб «Катания», на правах аренды. Первые полгода были неудачными для футболиста: главный тренер команды, Сильвио Бальдини, не доверял игроку, и тот провёл за клуб лишь 11 игр, в 6 из которых он вышел на замену. Несмотря на такое выступление, руководство клуба выкупило трансфер футболиста за 1,5 млн евро. После прихода на пост главного тренера «Катании» Вальтера Дзенги, Сильвестре стал игроком основы команды. После ухода из футбола Лоренцо Стовини в 2009 году, Матиас стал лидером обороны «Катании», занявшей 7 место по общему количеству пропущенных мячей в сезоне 2009/10. В 2012 году перешёл в миланский «Интернационале» за 9 млн евро.. Летом 2013 года на правых аренды с правом выкупа за 4 млн евро перешёл в «Милан».
6 августа 2018 года Матиас перешёл в клуб «Эмполи». 21 сентября 2018 года в матче против «Фрозиноне» он забил свой первый гол на «Эмполи».

## Достижения
- Чемпион Аргентины: 2003 (Апертура), 2005 (Апертура), 2006 (Клаусура)
- Обладатель Южноамериканского кубка: 2004, 2005
- Обладатель Суперкубка Южной Америки: 2005, 2006
- Обладатель Кубка Либертадорес: 2007